# Nevjansk
Nevjansk (ryska Невья́нск) är en stad vid floden Nejva norr om Jekaterinburg i Sverdlovsk oblast i Ryssland. Folkmängden uppgår till cirka 24 000 invånare.

## Historia
Bosättningen grundades 1700 när en hytta anlades och järnframställning påbörjades.
Stadsrättigheter erhölls 1919.